# Прыгуны (мультфильм)
«Прыгуны» (англ. Hoppers) — предстоящий американский компьютерно-анимационный фильм в жанре научно-фантастической комедии, снимаемый студией Pixar Animation Studios для кинокомпании Walt Disney Pictures. Режиссёром и сценаристом выступил Дэниэл Чонг, главные роли озвучивали Пайпер Курда, Бобби Мойнахан и Джон Хэмм. Его сюжет рассказывает о девушке по имени Мейбл, чей разум переносится в роботизированного бобра, чтобы общаться с животными.
Чонг начал работать над новым оригинальным фильмом в Pixar в декабре 2020 года. Фильм был впервые официально анонсирован под названием «Прыгуны» в августе 2024 года вместе с Курдой, Мойнаханом и Хэммом, представленными в составе актерского состава.
Премьера в кинотеатрах США состоится 6 марта 2026 года.

## Сюжет
После того, как группа учёных изобрела способ «запрыгнуть» человеческий разум в тела роботизированных животных, девушка по имени Мейбл использует их технологию, чтобы воплотиться в роботизированного бобра и сорвать заговор строительной компании по уничтожению местной среды обитания животных.

## Роли озвучивали
- Пайпер Курда — Мейбл Танака, девушка, любящая животных, чей разум перенесён в роботизированного бобра[3][4][5][6].
- Бобби Мойнахан — Король Георг, бобр-монарх[3][4][5].
- Джон Хэмм — мэр Джерри, жадный мэр[3][4][5][7].
- Деметри Мартин — птицы[8].
- Мелисса Вильясеньор — Эллен, самка бурого медведя[9].

## Производство

### Разработка
В декабре 2020 года Дэниэл Чонг сообщил в Twitter, что он вернулся в Pixar после завершения своего мультсериала Cartoon Network «Вся правда о медведях» и выхода мультфильма «Вся правда о медведях: Фильм», и что он работал над оригинальным фильмом. На фан-мероприятии D23 в августе 2024 года главный креативный директор Pixar Пит Доктер объявил, что фильм будет называться «Прыгуны». Вскоре после этого Джесси Эндрюс рассказал в своем аккаунте X (ранее Twitter), что он работал над фильмом в течение трёх лет. В рамках объявления о мультфильме на мероприятии D23 было объявлено, что Пайпер Курда, Бобби Мойнахан и Джон Хэмм были объявлены частью актёрского состава.
В интервью D23 Чонг сказал, что одним из его вдохновений для фильма были документальные фильмы о природе, в которых роботы-животные помещены в мир животных; «Было ощущение, что он созрел для комедии, эта идея о том, как люди так стараются вписаться в мир животных, и о странных вещах, которые происходят через это». Он дополнительно заявил: «Очевидно, что есть влияние „Аватара“, […] Но есть также этот шпионский триллер „Миссия невыполнима“, потому что Мейбл вроде как проникает в мир животных».
Чонг заявил, что когда он впервые предложил идею Доктеру и другому руководству Pixar, она была представлена как фильм о пингвинах. Тем не менее, Чонг сказал: «Пит сказал: „Я не думаю, что миру нужен ещё один анимационный фильм о пингвинах“. У него просто не было этого». Итак, Чонг переключил фокус фильма нас бобров после исследования того, как они влияют на окружающую среду; «Эти животные могут быть этими экосистемными инженерами и помочь всем остальным выжить; я думаю, что это просто заставило меня пойти: „О, чувак, бобры безумно крутые“».

### Сценарий
В декабре 2024 года The Hollywood Reporter заявил, что, по словам бывшего художника Pixar, режиссёрам было сказано «преуменьшить» «запланированное послание фильма об инвайроментализме». Тем не менее, в интервью в июле 2025 года Screen Rant Чонг отрицал, что темы фильма были подвергнуты цензуре, заявив: «Если что, я чувствовал много согласованности. […] Честная правда о процессе, однако, заключается в том, что каждый фильм здесь проходит через столько много воплощений и сильно меняется, и я могу видеть, возможно, в глазах некоторых других людей в студии, [как] они могут видеть [что] это выглядит так, как будто вещи подвергаются цензуре. Но, на самом деле, [фильм] просто проходит через свой естественный курс воплощения и всё такое — по крайней мере, для нашего фильма».

## Показ
Премьера в США состоится 6 марта 2026 года.

### Маркетинг
Первый взгляд на мультфильм был показан в июне 2025 года на Международном фестивале анимационных фильмов в Анси. Позже в том же месяце короткий тизер с изображением ящерицы, неоднократно набирающего эмодзи ящерицы в телефон, прозвучал в кинотеатрах после титров «Элио». В августе 2025 года Дэниел Чонг раскрыл в своем аккаунте X (ранее в Twitter), что ящерицу зовут Том.